# Amy Bruckner
Amy Bruckner, właściwie Amelia Ellen Bruckner (ur. 28 marca 1991 w Conifer, w stanie Kolorado) – amerykańska aktorka znana z roli Pim Diffy w serialu Filip z przyszłości nadawanym przez telewizję Disney Channel.

## Filmografia

### Filmy i seriale
- 2007 - Nancy Drew - Bess
- 2005 - Kontrola gniewu - Amy
- 2004 - They Are Among Us – Brandi
- 2004 - Costume Party Capers: The Incredibles - Kid Kareoki
- 2004–2006 - Filip z przyszłości - Pim Diffy
- 2002–2005 - American Dreams - Elaine (gościnnie)
- 1999–2006 - Prezydencki poker - Sally (gościnnie)
- 2003 - Regular Joe - Allissa (gościnnie)
- 2002–2005 - American Dreams - Elaine (gościnnie)
- 2000–2006 - Zwariowany świat Malcolma - Zoe (gościnnie)
- 1999–2005 - Potyczki Amy -  Emily Michaels (gościnnie)
- 1997–2002 - Ally McBeal - Hayley (gościnnie)
- 1994–2009 - Ostry dyżur - Alier (gościnnie)

### Dubbing amerykański
- 2005 - Amerykański smok Jake Long -
  - Haley Long
  - Millie Fillmore